# 舌状岩屑坡
舌状岩屑坡(Lobate debris aprons)是火星上的地质特征，由悬崖下的岩屑堆所组成，被海盗号轨道飞行器首次发现。这些特征具有凸起地形并依附于悬崖或陡崖的缓坡，表明岩屑流所塌落的源头峭崖。此外，就像地球上的石冰川一样，舌状岩屑坡可以显示地表线理。

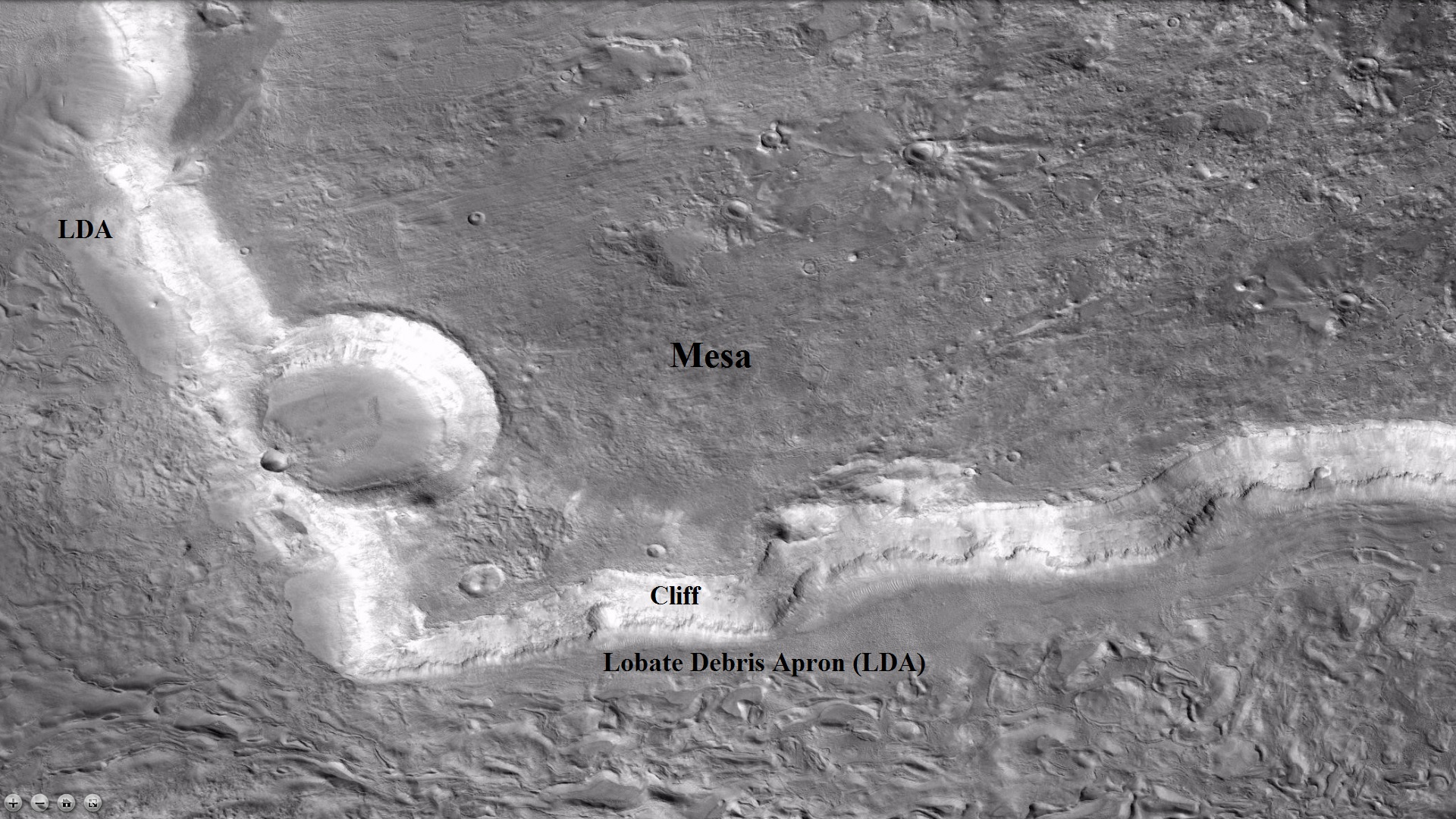
背景摄影机(CTX)拍摄的桌山全景，显示了悬崖面和舌状岩屑坡(LDA)位置，位置为伊斯墨诺斯湖区。
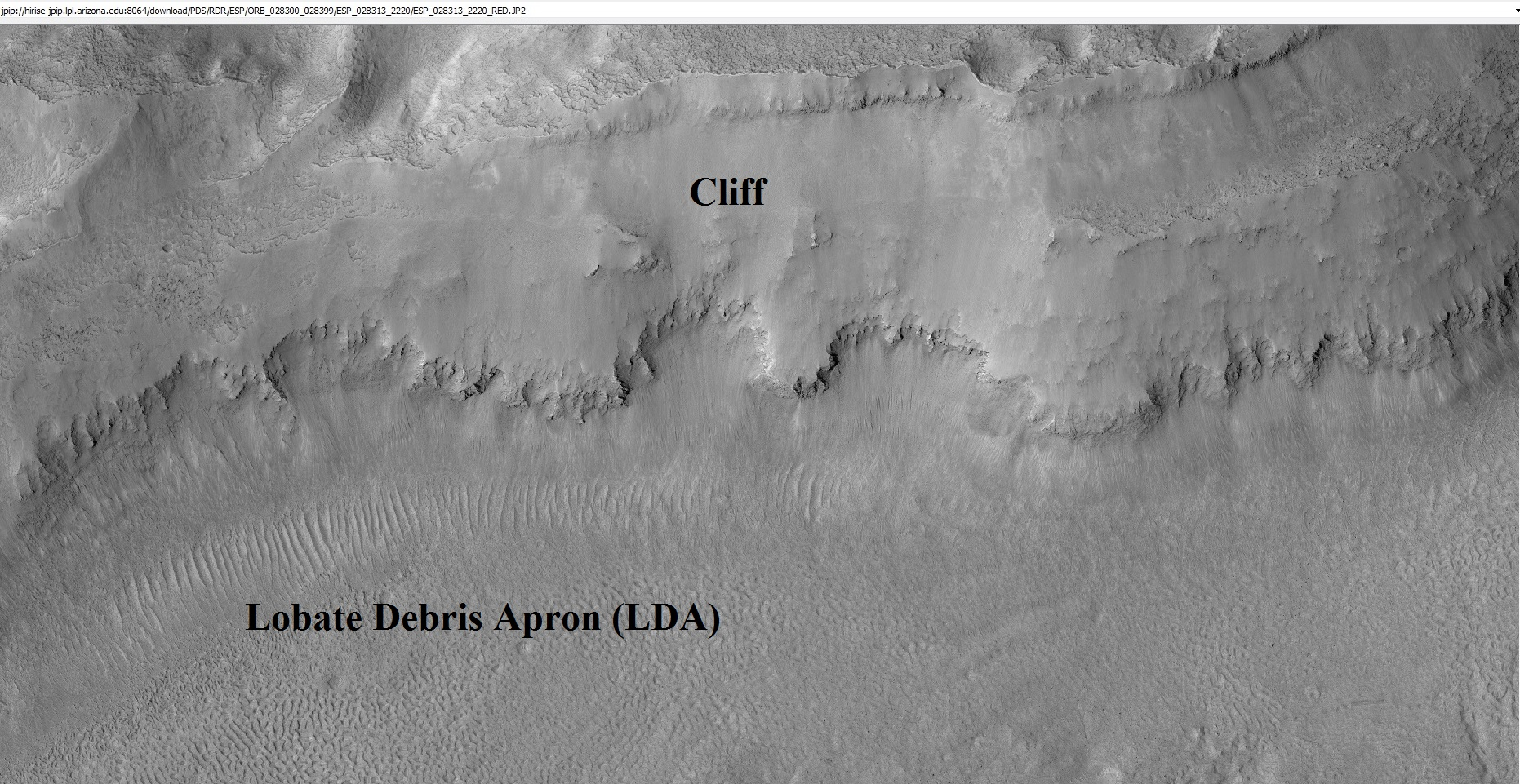
前一张背景摄影机照片的区域扩大图，显示了悬崖面和舌状岩屑坡细节，位置为伊斯墨诺斯湖区。
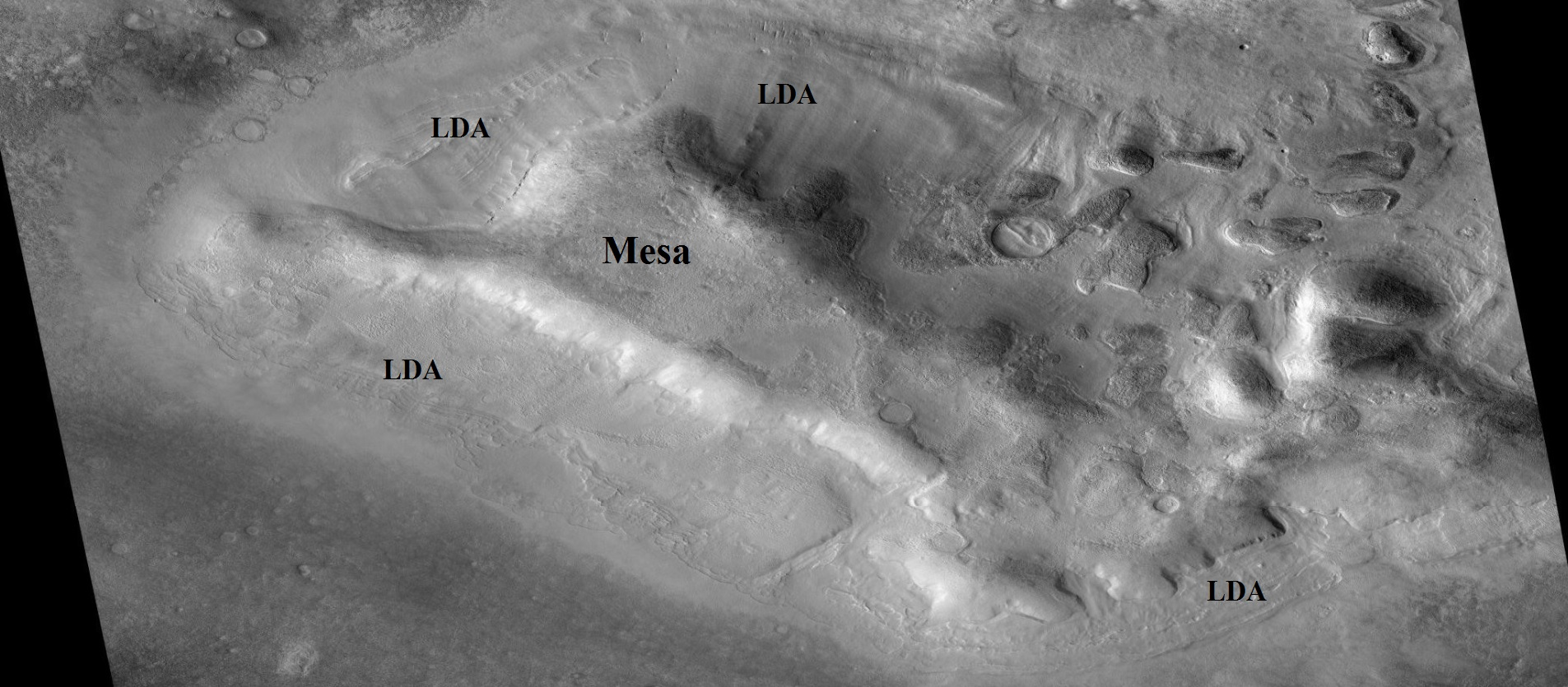
背景摄影机所看到的环绕桌山的舌状岩屑坡(LDA)，为更直观地显示二者的关系，桌山和舌状岩屑坡均被标注。雷达研究已确定了舌状岩屑坡中含有冰，这些冰对未来火星定居者很重要。位置为伊斯墨诺斯湖区。
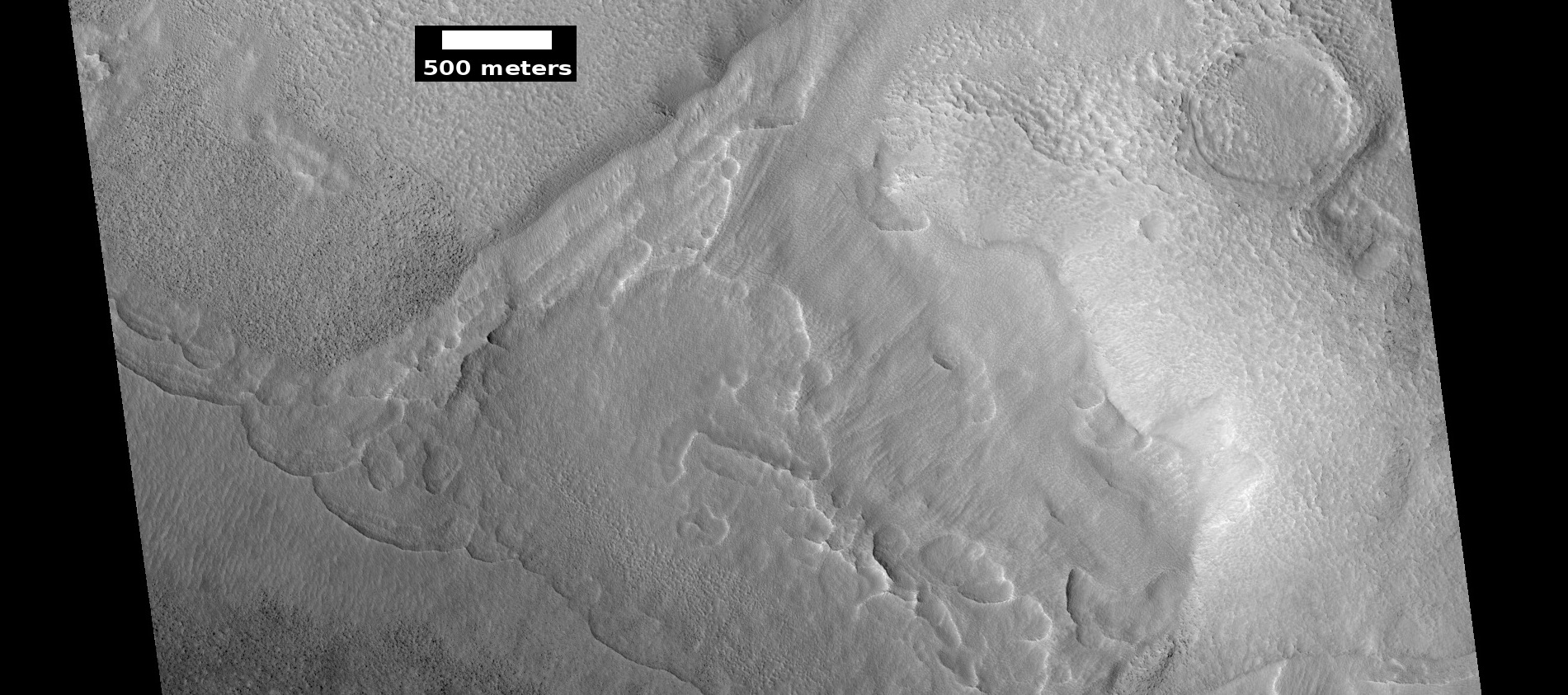
HiWish计划下由高分辨率成像科学设备拍摄的舌状岩屑坡(LDA)的特写
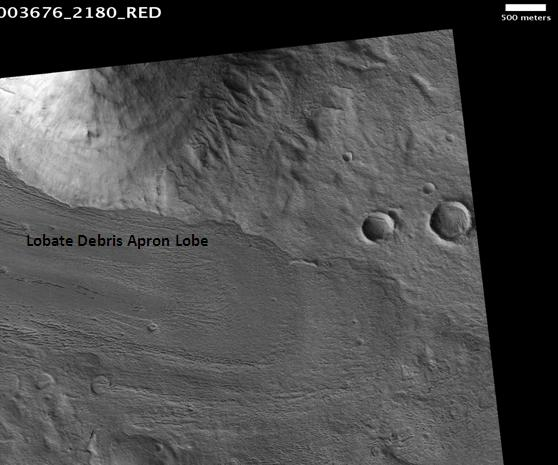
高解析度成像科学设备拍摄的佛勒格拉山舌状岩屑坡。岩屑坡可能大部分是冰，上面覆盖着薄薄的岩屑，所以它可能是一处有用的水源。比例尺长度为500米。
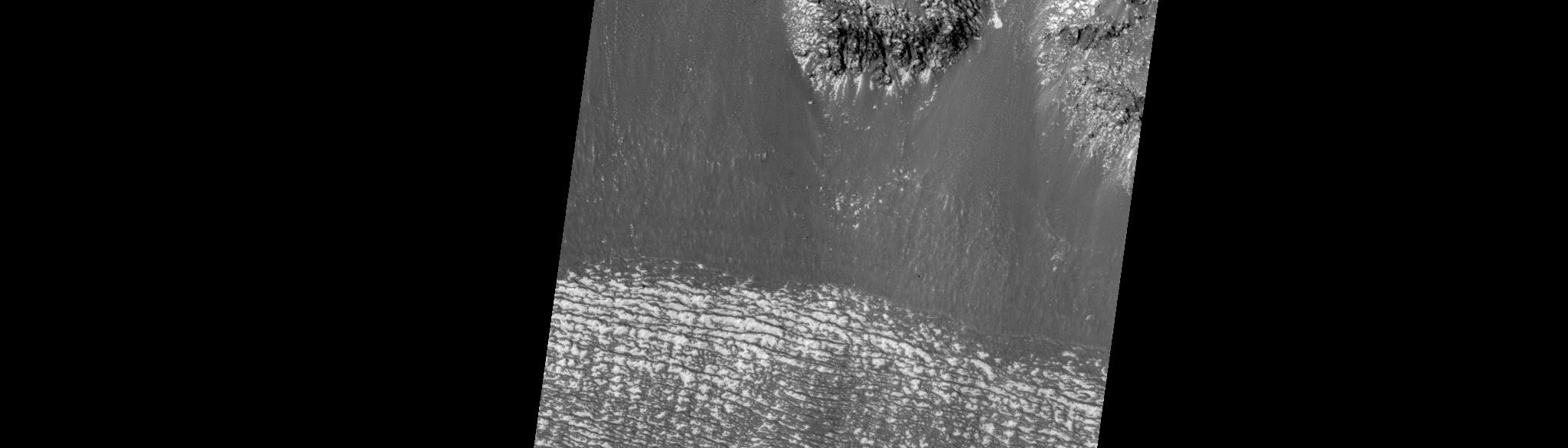
赫拉斯区舌状岩屑坡表面特写，注意那些在地球上石冰川中常见到的线条纹。
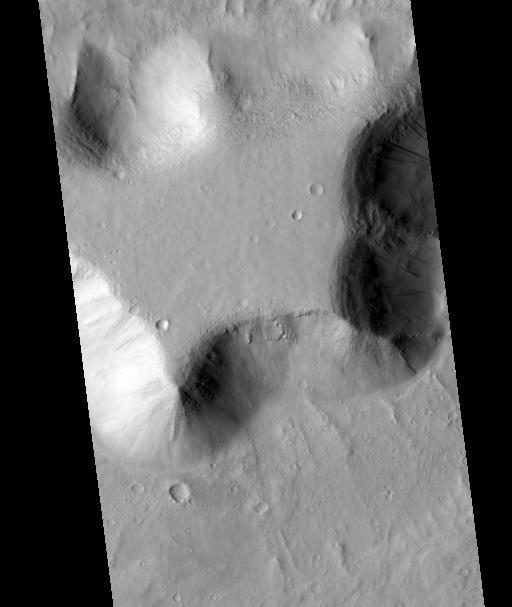
阿卡迪亚区沿斜坡的舌状岩屑坡视图。
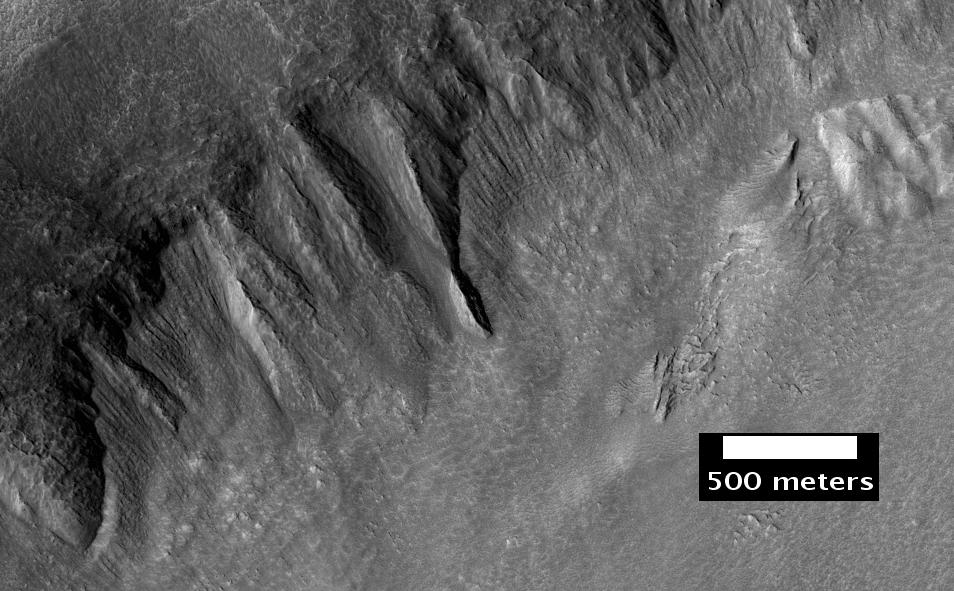
舌状岩屑坡起始地，注意表示运动的线条，位置为伊斯墨诺斯湖区。

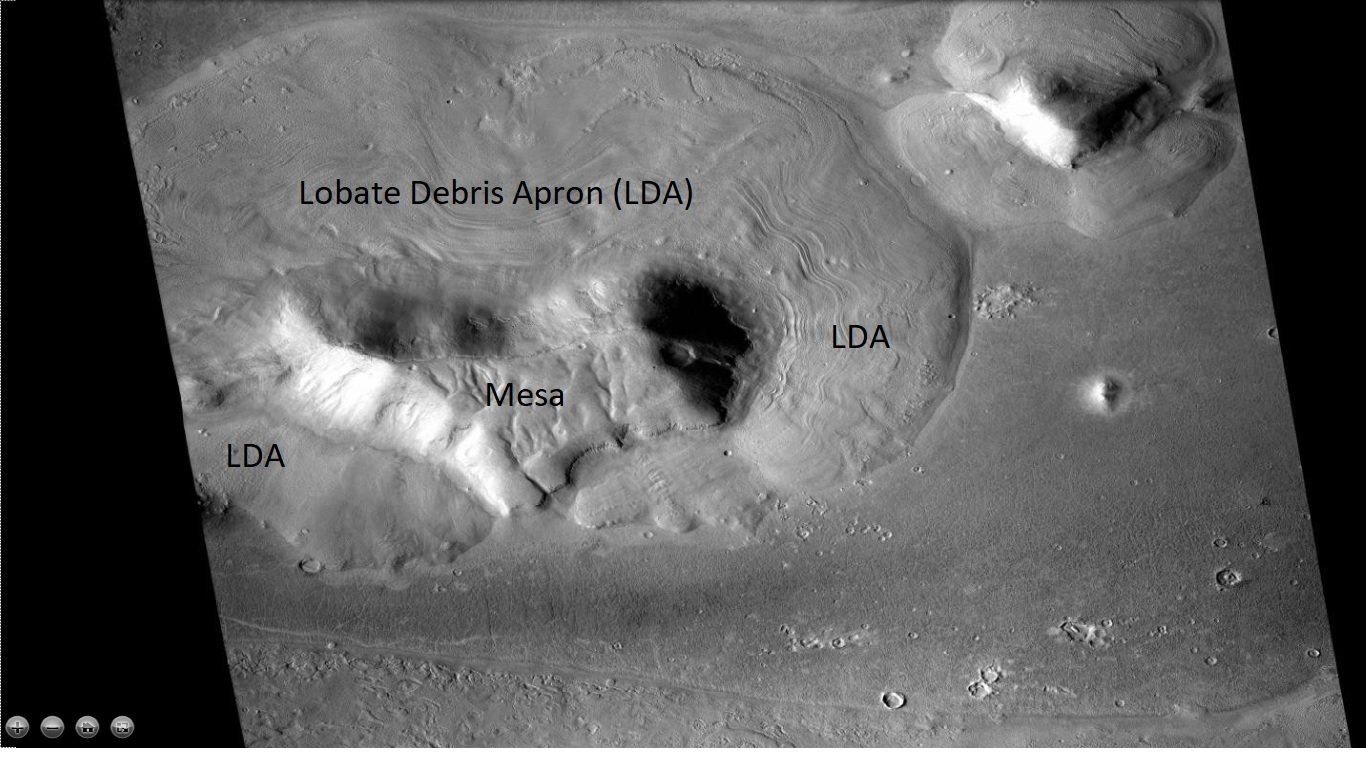
背景摄影机(CTX)拍摄的环绕着舌状岩屑坡的桌山全景，在下一幅高解析度成像科学设备中该图像的局部被放大图，位置为伊斯墨诺斯湖区。
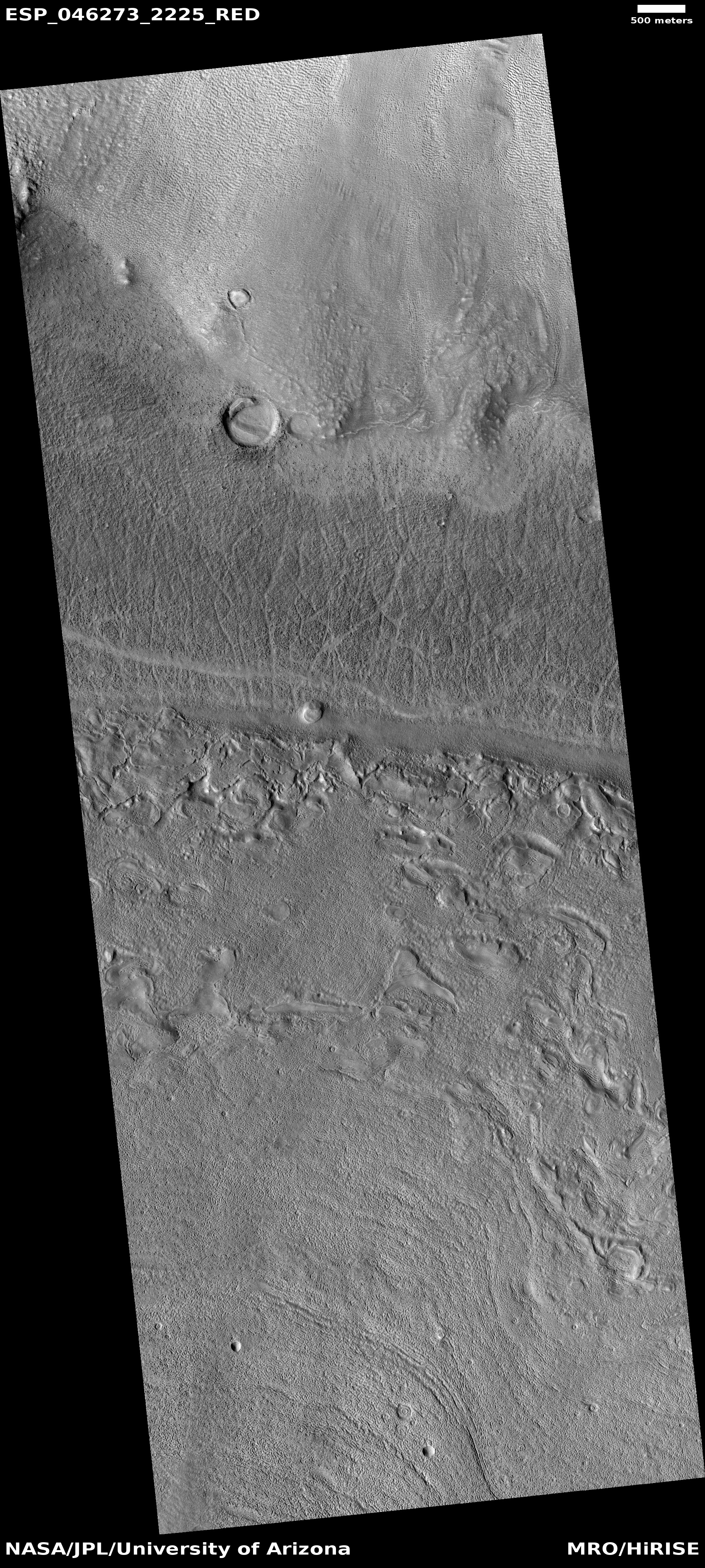
舌状岩屑坡局部图，它环绕着一座桌山，位置为伊斯墨诺斯湖区。
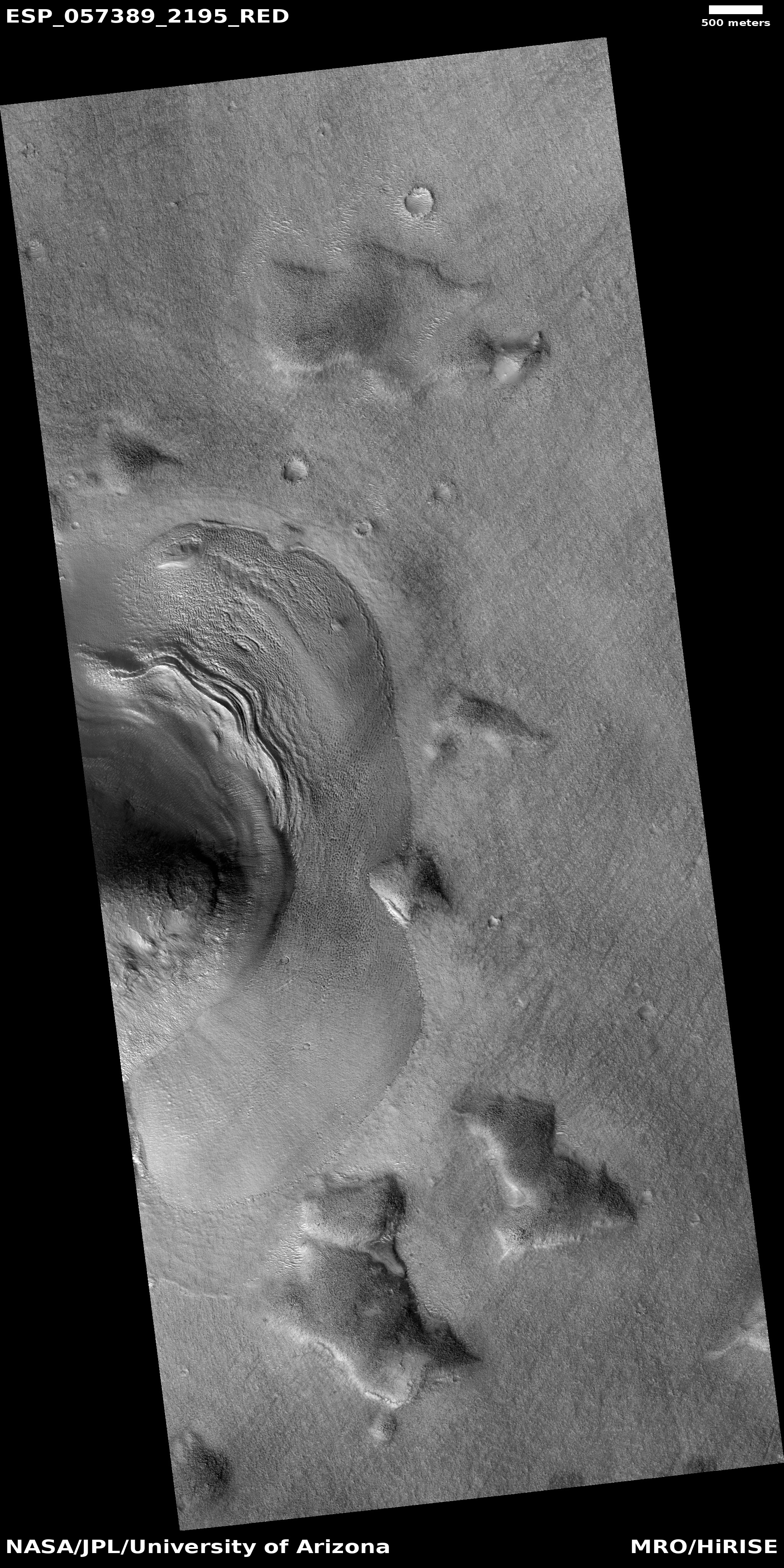
环桌山的舌状岩屑坡。
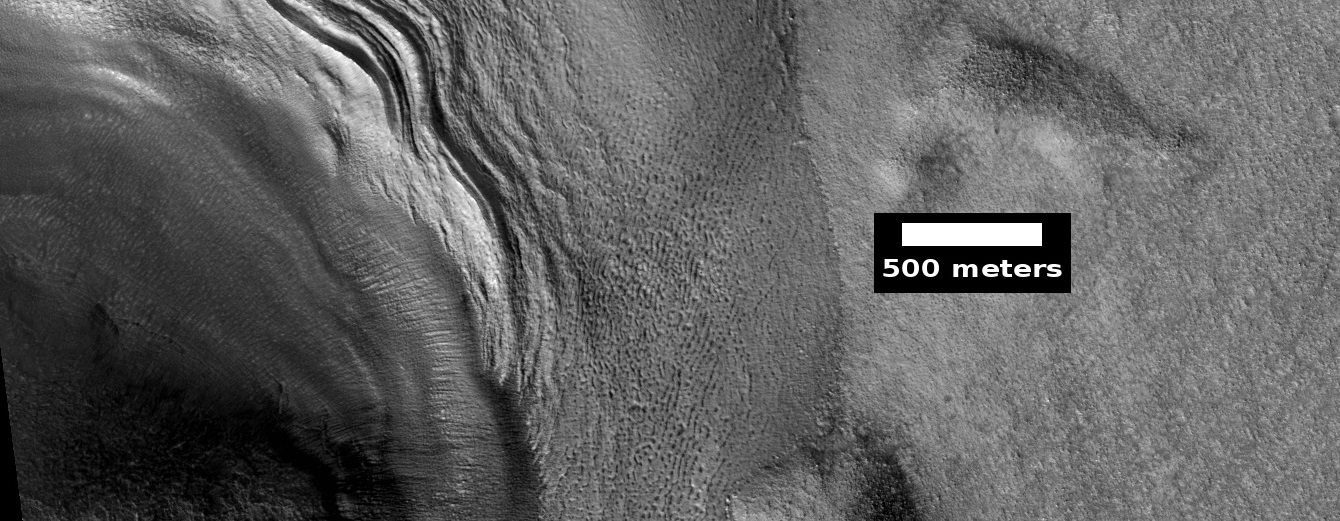
近距离观察桌山周围的舌状岩屑坡，可看到脑纹地形。

火星勘测轨道飞行器的浅表探测雷达接收到来自舌状岩屑坡顶部和底部的强烈反射波，这意味着该物体大部分是由纯净的水冰构成(位于两束反射波之间)这也是希腊平原中的舌状岩屑坡为覆盖着一层薄岩层冰川的证据。此外，雷达在都特罗尼勒斯桌山群(Deuteronilus Mensae)的研究显示，该地区所有勘查过的舌状岩屑坡都含有冰。
凤凰号着陆器的勘测和火星奥德赛号从轨道的研究表明，在遥远的南北高纬度区，冰冻水就保存在火星地表下面。当气候变化时，大部分的冰都以雪的形式沉积下来。而在舌状岩屑坡中发现的水冰的表明，在低纬度地区也能找到水。未来火星定居者将能够利用这些冰层，而不必前往更高纬度地区。与其他火星水源相比，舌状岩屑坡的另一项主要优势是，它们可以很容易地从轨道上发现并确定位置。
下图所示为位于北纬38.2度的佛勒格拉山舌状岩屑坡，凤凰号着陆器降落在北纬68度，因此在舌状岩屑坡中水冰的发现极大地扩大了在火星上轻松获取水冰的范围。在火星赤道附近着陆要容易得多，因此离赤道越近的水资源对移民定居者越有利。

## 线状底表沉积物
一些水道的底表显示出沟脊状的纹理，似乎是被水流冲刷的障碍物；这些特征被称为线状底表沉积或线状谷底沉积(LVF)。与舌状岩屑坡一样，它们被认为也富含冰，地球上的一些冰川也显示出这样的特征。
有人认为，线状底表沉积始于舌状岩屑坡，通过追踪舌状岩屑坡特有的弯脊路径。研究人员已开始相信，它们伸直后就形成了线状谷底沉积脊。线状底表沉积和舌状岩屑坡通常都显示出一种奇特的表面结构，叫做脑纹地形(brain terrain)，因为它看起来像人脑的表面。

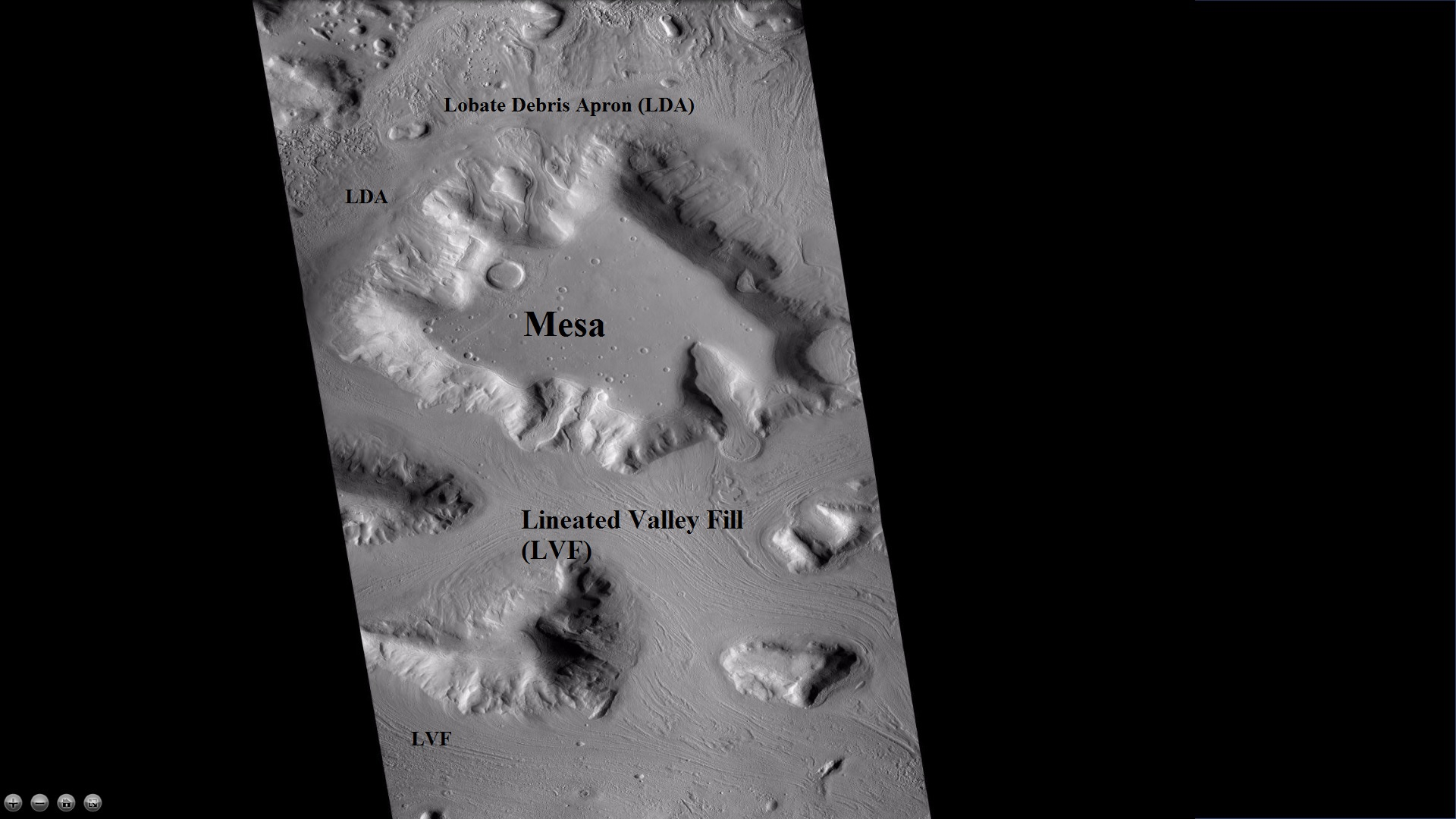
背景摄影机宽景图，显示被舌状岩屑坡和线状谷底沉积环绕的桌山和地垛(buttes)。位置为伊斯墨诺斯湖区。
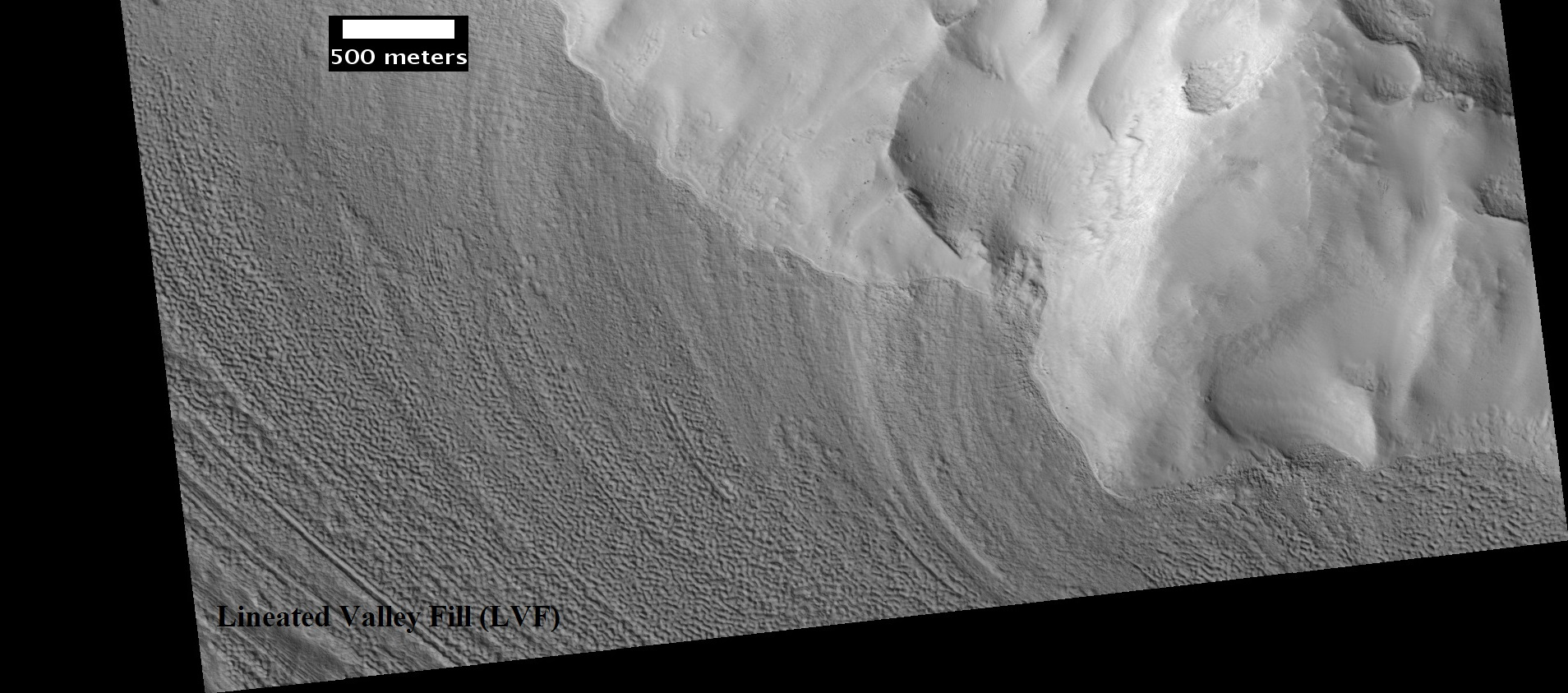
线状谷底沉积(LVF)特写，注：这是上一幅背景摄影机照片的放大。
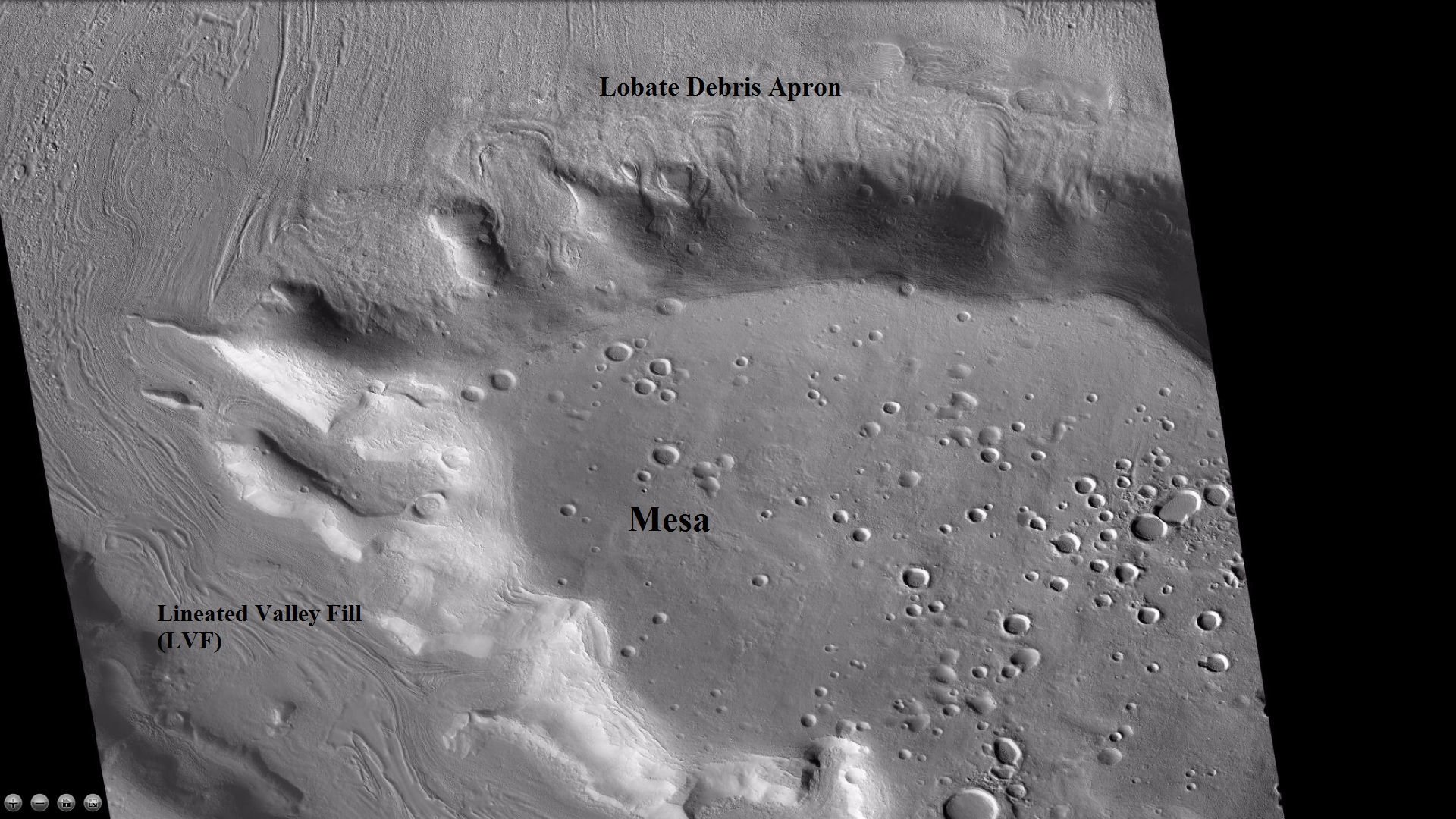
背景摄影机拍摄的桌山宽景图，显示山了线状谷底沉积和舌状岩屑坡。据信二者都是被岩屑覆盖的冰川。位置是伊斯墨诺斯湖区。
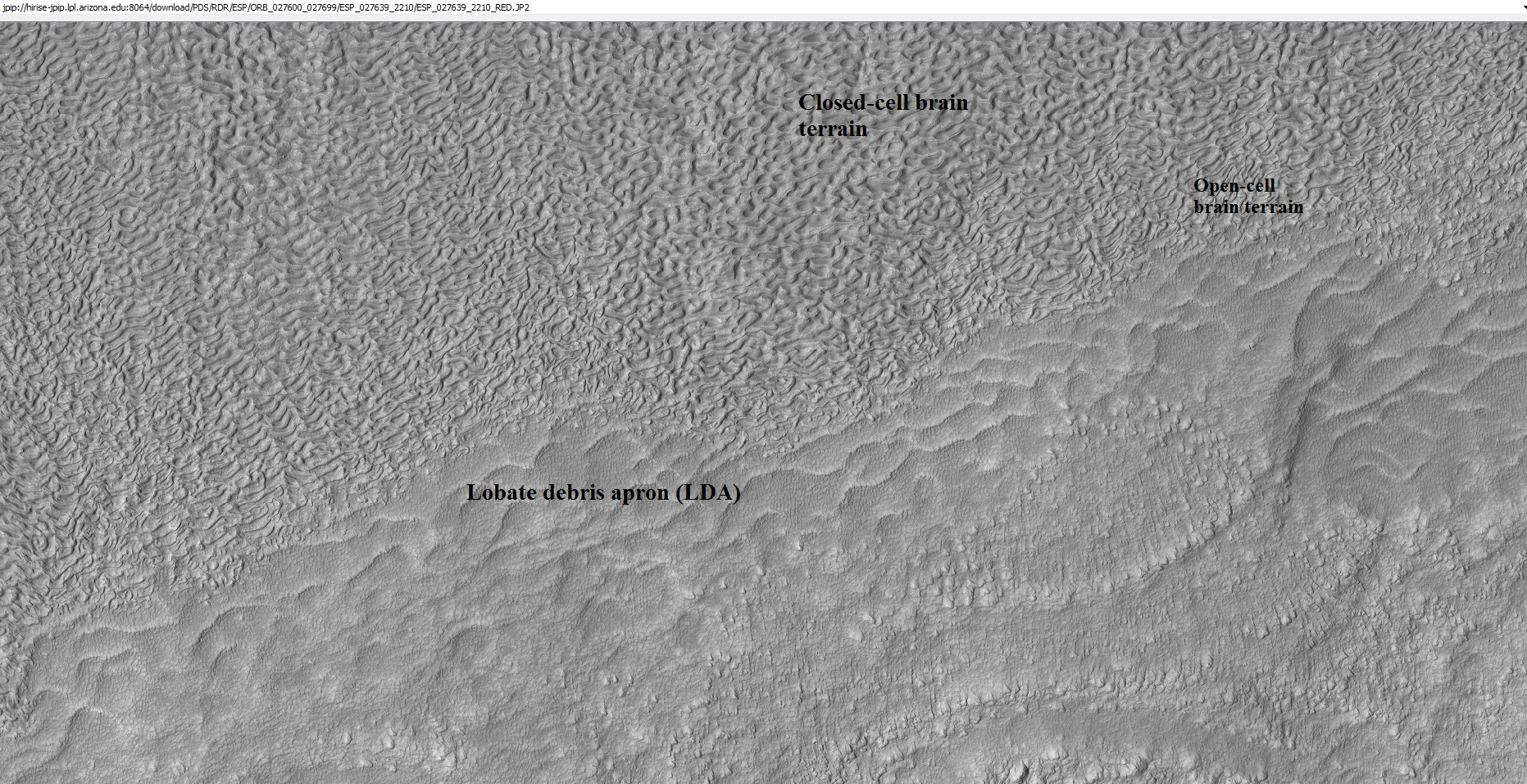
背景摄影机拍摄的前一幅宽景桌山照片中舌状岩屑坡部分写。图片显示了细胞开放型脑纹地形和更常见的细胞闭合型脑纹地形，开放型脑状地形被认为包裹着一个冰核。图片来自HiWish计划下高解析度成像科学设备拍摄的照片。
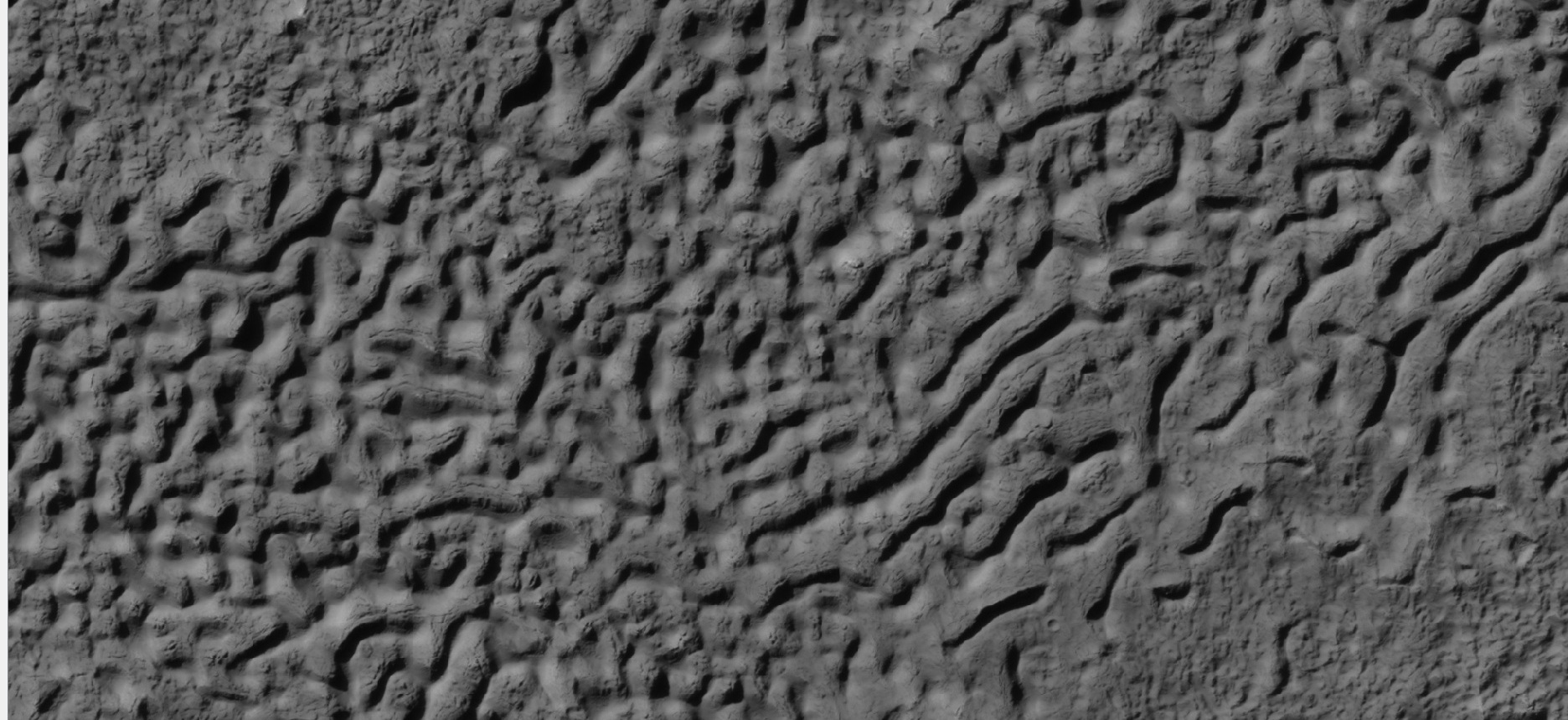
闭合式脑状地形，该类型常出现在舌状岩屑坡、同心坑沉积和线状谷底沉积的表面。图片来自HiWish计划下高解析度成像科学设备的拍摄。
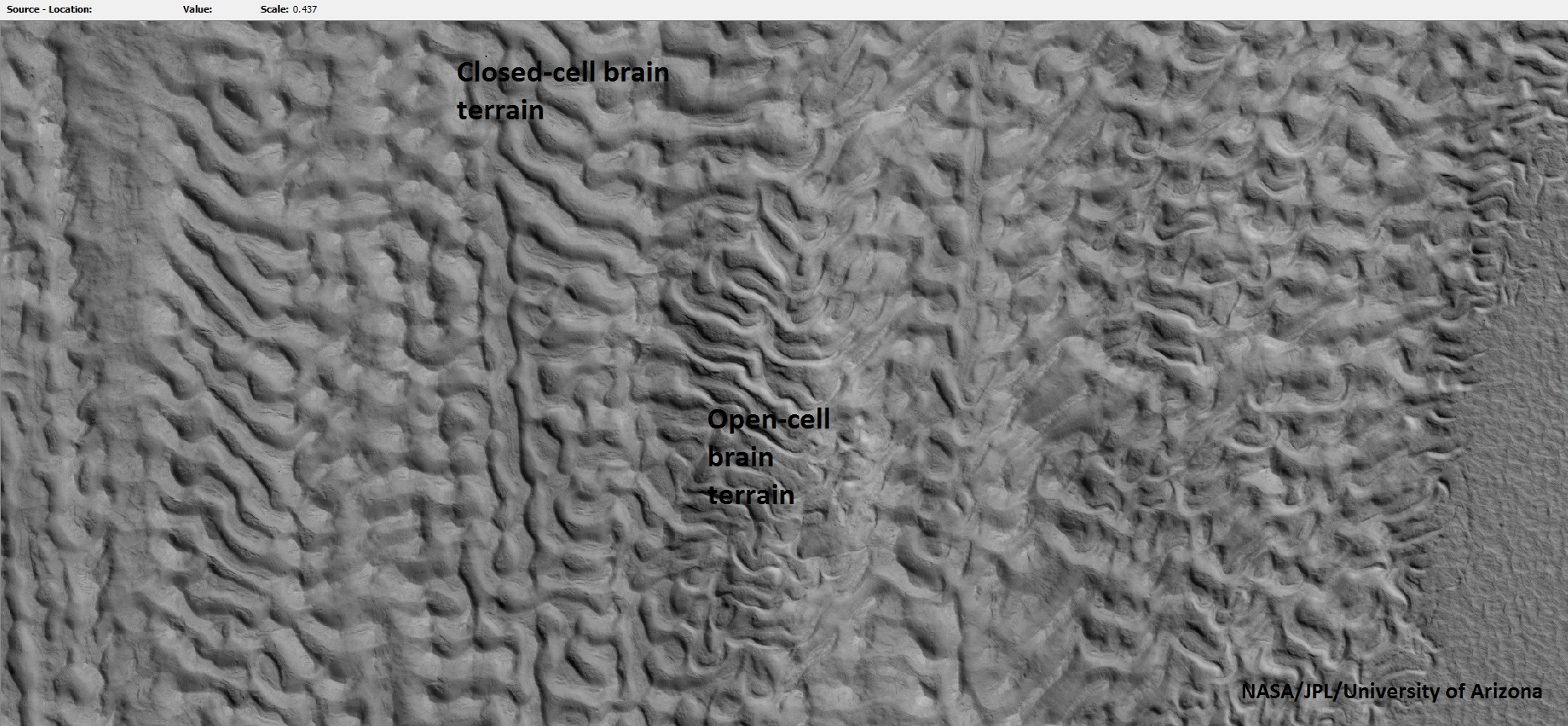
HiWish计划下高解析度成像科学设备拍摄的细胞开放和细胞闭合型脑纹地形。

鲁尔谷,下图显示了这些沉积物，有时，带线状的底表沉积物显示出V形图案，进一步提供了运动的证据。以下由高分辨率成像科学设备拍摄的鲁尔谷照片展示了这些图案。

## 图集

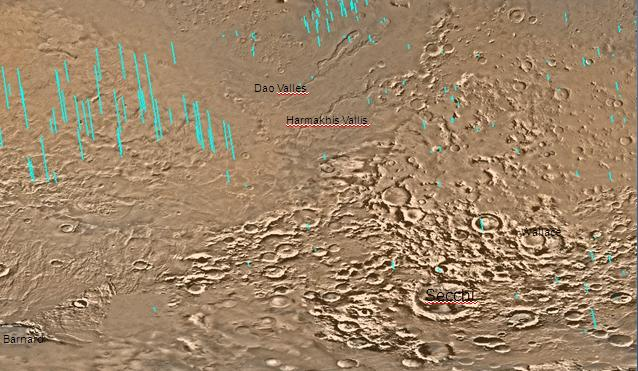
希腊平原东部地图(一座巨大的撞击坑)，左侧坡二条伸向撞击坑坑底的大河谷—道谷和哈马契斯谷。
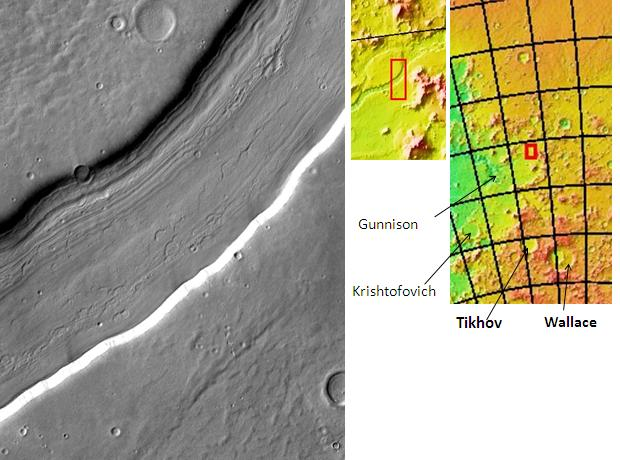
西弥斯卫星拍摄的鲁尔谷表面线状沉积物，点击图像查看与之有关的其它特征。
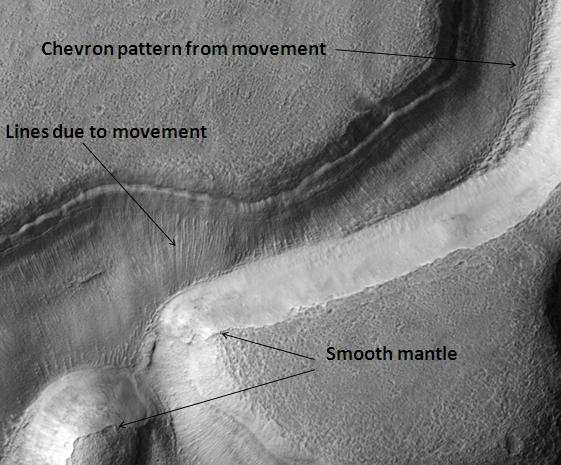
高解析度成像科学设备拍摄的具有该纬度特征典型的尼日谷。V形图案是富冰物质运动的结果。点击图片查看V形图案和覆盖层。
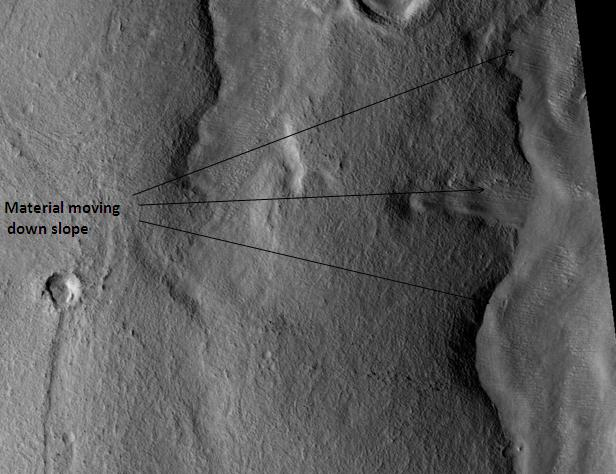
高解析度成像科学设备拍摄的佛勒格拉山中沿斜坡向下移动的物质，水/冰可能有助于移动。

## 另请参阅
- 火星气候
- 都特罗尼勒斯桌山群
- 火星地质
- 火星上的冰川
- 线状谷底沉积
- 火星分界
- 尼罗瑟提斯桌山群
- 普罗敦尼勒斯桌山群
- 火星水文
- HiWish计划